# The Coca-Cola Company
The Coca-Cola Company (NYSE: KO) er en amerikansk drikkevare-koncern med hovedsæde i Atlanta i USA. Koncernen fremstiller bl.a. sodavand, hvor den er mest kendt for colaen Coca-Cola. Firmaet producerer også sodavandsmærkerne Fanta (siden 1955) og Sprite (siden 1961).
Sodavandene bliver i Danmark fremstillet under licens af Carlsberg på et anlæg, der ligger sammen med Fredericia Bryggeri.

## Coca-Cola-historie
Brandet/produktet Coca-Cola tager sit udspring i USA i 1886.
Opfinderen af Coca-Cola var John Stith Pemberton. Han var krigsveteran og farmaceut fra Atlanta. Først bryggede han en sirup af vin og ekstrakter af kolanødder, damiana og blade af cocaplanten. Denne sirup blev solgt som middel mod træthed, hovedpine og depressioner under navnet Pemberton's French Wine Coca. Forbilledet var Vin Mariani. Målet var at erstatte morfin med kokain, som ansås for mindre farlig. Coca-Cola indeholdt ca. ni milligram kokain pr. flaske. Det blev fjernet i 1903. I 1904 begyndte Coca-Cola at bruge "spentblade" – resterne efter kokainproduktionen. Siden da har Coca-Cola brugt kokainfrie cocablade forarbejdet af Stepan Company i Maywood New Jersey.
Den 25. november 1885 besluttede Atlanta og Fulton County at indføre spiritusforbud den 1. juli 1886 for en forsøgsperiode på to år. Altså var Pemberton tvunget til at fjerne vinen og dermed blev Coca-Cola født.
Blandet med sodavand (danskvand) blev denne sirup første gang solgt den 8. maj 1886 i Jacob's Pharmacy i Atlanta. Prisen var 5 cent pr. glas. Den blev ikke solgt som læskedrik men som medicin. I begyndelsen blev der kun solgt 9 glas om dagen.

### I Danmark
Coca-Cola blev første gang introduceret i Danmark 1934, hvor Premier Is i 1934 reklamerede med, at man kunne købe Coca-Cola fra dem, men Coca-Colas officielle hjemmeside nævner dog 1. januar 1936 som starttidspunktet for Wiibroes Bryggeris produktion. Danskerne orienterede sig dog mere mod den tyske og engelske kultur end den amerikanske, så drikken blev ikke populær i første omgang og forsvandt senere fra det danske marked igen under krigsårene (1943) på grund af besættelsestidens sukkerrationering.
I februar 1952 tog virksomheden konsekvensen af de mange små danske knopskydninger på colamarkedet og indledte en principiel retssag ved Sø- og Handelsretten mod blandt andre Dani-Cola, Kitty-Cola, Balderskilde, der siden 1950 havde produceret Balsi-Cola, og virksomheden Einer Willumsen A/S, der producerede colaekstrakt. Retssagen faldt fire år senere ud til fordel for sagsøgte.
I 1953 blev Coca-Cola genintroduceret, men de danske bryggerier fik regeringen til at indføre en colaskat, da de frygtede læskedrikkens introduktion ville gå ud over ølsaget. Denne særskat minimerede salget til omkring 10.000 liter om året. Skatten blev ophævet i 1959, og da fik Coca-Cola sit egentlige gennembrud i stærk konkurrence med den danske Jolly Cola, som satte sig på cirka 40% af markedet frem til slutningen af 1970'erne. Coca-Cola fremstilles på licens i Danmark af Carlsberg, der indtil 1981 var medkontrahent i Jolly Cola.

### Lancering af varianter
- Diet Coke blev lanceret i 1982 i USA. Cola Light (eller Diet) er en sukkerfri sodavand, der i stedet for at være sødet med sukker, indeholder kunstige sødemidler, hvor det mest udbredte sødemiddel er aspartam. Det betyder at Coca-Cola Light er en næsten helt kaloriefri drik.
- Coca-Cola Cherry (også kendt som Cherry Coke) er en kirsebær-smags version af den normale Coca-Cola. Det er produceret og distribueret af The Coca-Cola Company. Coca-Cola Cherry blev først lanceret i USA i 1985, i Danmark i 2012
- Coca-Cola Zero blev lanceret i Danmark d. 15. januar 2007 efter at være blevet lanceret i store dele af verden i 2006. Den er som Coca-Cola Light ikke tilsat sukker, heraf navnet 'Zero'. Sødestofferne i 'zero' skulle minde om smagen af sukker.
- Coca-Cola Life er en variant af Coca-Cola, som er tilsat stevia, og indeholder 35% færre kalorier end den røde Coca-Cola.[8] Coca-Cola Life blev som det første europæiske land introduceret i Storbritannien i september 2014,[9] og kom til Danmark d. 1. januar 2016[10] igennem Carlsberg Danmark. Coca-Cola Life kom første gang til Chile og Argentina i foråret 2013 på prøve.Og Coca-Cola Life kom til Skandinavien i efteråret 2013 i Sverige, og i foråret 2015 kom Coca-Cola Life til Norge.
- Coca-Cola Light Lemon var en Coca-Cola variant med lemon smag og uden sukker. Coca-Cola Light Lemon blev i sommeren 2007[kilde mangler] sat ud på markedet som prøve produkt i sommertiden, i efteråret i 2007 mente man at Coca-Cola Light Lemon havde været en succes hos danskerne og produktet kunne fremover findes på hylderne med de andre Coca-Colaer.
- Coca-Cola Vanilla blev lanceret i Danmark i februar 2013. Sammensætningen af Coca-Cola med vanille blev testet for første gang i 1982 på en messe i Knoxville, Tennessee, men det var ikke før 2002, at læskedrikken blev lanceret i forskellige dele af verdenen.
- Coca-Cola Light Lemon fås ikke længere i Danmark. Coca-Cola Light Lemon blev i vinteren 2012 erstattede af Coca-Cola Cherry

## Coca-Cola-drikken
Coca-Cola er en læskedrik som fremstilles af et let koffeinholdigt ekstrakt af blandt andet kolanødder[kilde mangler]. Coca-Cola bliver produceret ved at blande vand, kulsyre og sirup sammen, der tilsættes også en lille smule phosphorsyre i colaen (544 mg pr. liter).
Opskriften til Coca-Cola er hemmelig og er låst inde i en bankboks i Atlanta.[kilde mangler]

## Kritik af skatteunddragelse
Udenfor Nordamerika importeres sirup. I 2006 blev denne praksis genstand for kritik, idet en analyse fra Experian tidligere Købmandsstandens Oplysningsbureau pegede på at The Coca-Cola Company ved at fremstille siruppen i udlandet og siden importere den, kunne nøjes med at betale dansk skat af omkring 1% af den reelle omsætning i Danmark. [kilde mangler]

## Coca-Cola-flasken
I 1915 udskrev The Coca-Cola Company en designkonkurrence for at få lavet en flaske, som let skulle kunne identificeres som Coca-Cola.
Root Glass Company deltog i konkurrencen. Alexander Samuelsson blev leder af en arbejdsgruppe, som skulle komme med forslag. Deres udgangspunkt var en form, der lignede kakaobælgen, designet af Earl R. Dean.
Den 16. november 1915 fik Root Glass Company patent på den nye Coca-Cola flaske. Earl R. Dean står som ansvarlig designer for den verdensberømte flaske, da det var ham som underskrev patentansøgningen. Ejeren af Root Glass blev den rigeste mand i Indiana på flasken.
Der findes kun to oprindelige flasker tilbage, en på World of Coca-Cola i Atlanta, en anden er i besiddelse af Earl R. Deans efterkommere i USA.
I Danmark blev Coca-Cola fra 1934 forhandlet af Premier Is, men i årene omkring 2. verdenskrig forsvandt drikken fra det danske marked igen. I 1953 blev Coca-Cola relanceret på flasker á 19 cl. og i 1960 på 33 cl. Den danske udgave af den kendte 25 cl.-Coca-Cola-flaske blev introduceret i 1972.